# J・R・R・トールキン
ジョン・ロナルド・ルーエル・トールキン（John Ronald Reuel Tolkien, CBE, FRSL、1892年1月3日 - 1973年9月2日）は、イギリスの文献学者、作家、詩人、イギリス陸軍軍人。『ホビットの冒険』や『指輪物語』の著者として知られる。

## 概略
オックスフォード大学で学び、同大学ローリンソン・ボズワース記念アングロ・サクソン語教授（1925年 - 1945年）、同大学マートン学寮英語英文学教授（1945年 - 1959年）を歴任。文学討論グループ「インクリングズ」のメンバーで、同会所属の英文学者C・S・ルイスや詩人チャールズ・ウィリアムズと親交が深かった。カトリックの敬虔な信者であった。1972年3月28日エリザベス2世からCBE（大英帝国勲章コマンダー勲爵士）を受勲した。
没後、息子のクリストファは彼の残した膨大な覚え書きや未発表の草稿をまとめ、『シルマリルの物語』、『終わらざりし物語』、『中つ国の歴史』などを出版した。これらは、生前に出版された作品とあわせ、「アルダ」や「中つ国」と呼ばれる架空の世界に関する物語、詩、歴史、言語、文学論の体系を形作っている。1951年から1955年にかけ、トールキンはこのような書き物の総体を legendarium （伝説空間、伝説体系）と呼んでいた。
小惑星（2675） Tolkienはトールキンの名前にちなんで命名された。

## 生涯

### 家系
父方の先祖のほとんどは職人であった。故地は現在のドイツのザクセン州にあたる。イギリスに渡ったのは18世紀ごろで、「迅速かつ熱心に、イギリス的に」なったという。苗字のTolkienは、ドイツ語のTollkiehn（注：tollkühnは「無鉄砲」の意）を英語化したものである。強いて語源に沿って英訳するならば、dull-keen（注：日本語では「鈍い・鋭い」）となるような語であり、あえて矛盾した語を重ねる撞着語法（oxymoron、こちらは古代ギリシア語由来で「鋭い・鈍い」の意味）の言葉である。
母方の先祖としてジョン・サフィールドおよびエディス・ジェーン・サフィールドの夫妻がおり、バーミンガムに住んでいて、市の中心に店を持ち、1812年以来はラム・ハウスと呼ばれるビルで商売をしていた。ウィリアム・サフィールドが書店と文房具屋を経営していたのである。曽祖父も前述の祖先と同じ名のジョン・サフィールドという名で、1826年から服地と靴下を商っていた。

### 子供時代
オレンジ自由国（現在は南アフリカ共和国の一部）のブルームフォンテーンで、イギリスの銀行支店長アーサー・ルーエル・トールキン（1857–1896）と妻メイベル・トールキン（旧姓サフィールド）（1870–1904）の間に生まれた。1894年2月17日生まれのヒラリー・アーサー・ロウエルという弟が一人いる。
アフリカに住んでいたとき、庭でタランチュラに噛み付かれた。これは、後に彼の物語で類似したことが起こる出来事である。3歳の時母と共にイングランドに行った。当初はちょっとした親族訪問のつもりだったが、父アーサーは家族と合流する前に脳溢血で倒れてしまい、南アフリカでリューマチ熱により亡くなってしまった。家族の収入が無くなってしまったので、母は彼女の両親としばらく住むためにバーミンガムに行き、1896年には（現在はホール・グリーンにある）セアホールに移った。ここは当時ウースターシャーの村で、現在はバーミンガムの一部である。トールキンはセアホールの水車小屋やMoseley BogやLickey Hillsの探索を楽しんだようで、この地での経験も、BromsgroveやAlcesterやAlvechurchといったウースターシャーの町や村や、おばの袋小路屋敷（Bag End）と同様、その後の作品に影響を与えたと思われる。
母は二人の息子たちの教育に熱心で、トールキンが熱心な生徒であったことは、家族の中で知られていた。植物学に多くの時間を割き、息子に植物を見たり感じる楽しみを目覚めさせた。若きトールキンは風景と木を描くのを好んだが、好きな科目は言語関係で、母は早いうちからラテン語の基本を教えた。その結果ラテン語を4歳までには読めるようになり、やがてすぐにすらすらと書けるようになった。バーミンガムのキング・エドワード校に入学して、バッキンガム宮殿の門に掲示されたジョージ5世の戴冠式のパレードの「道順を決める」のに協力したり、学資不足のためセント・フィリップス校に一時籍を移したりもした。
1900年、母はバプテストであった親戚の猛烈な反対を押し切ってローマ・カトリックに改宗したため、全ての財政援助は中断された。その母は1904年に糖尿病で亡くなり、トールキンは母が信仰の殉教者であったと思うようになった。この出来事はカトリックへの信仰に深い影響をもたらしたようで、信仰がいかに敬虔で深かったかということは、C・S・ルイスをキリスト教に改宗させた際にもよく現れている。しかしルイスが英国国教会を選び大いに失望することになった。

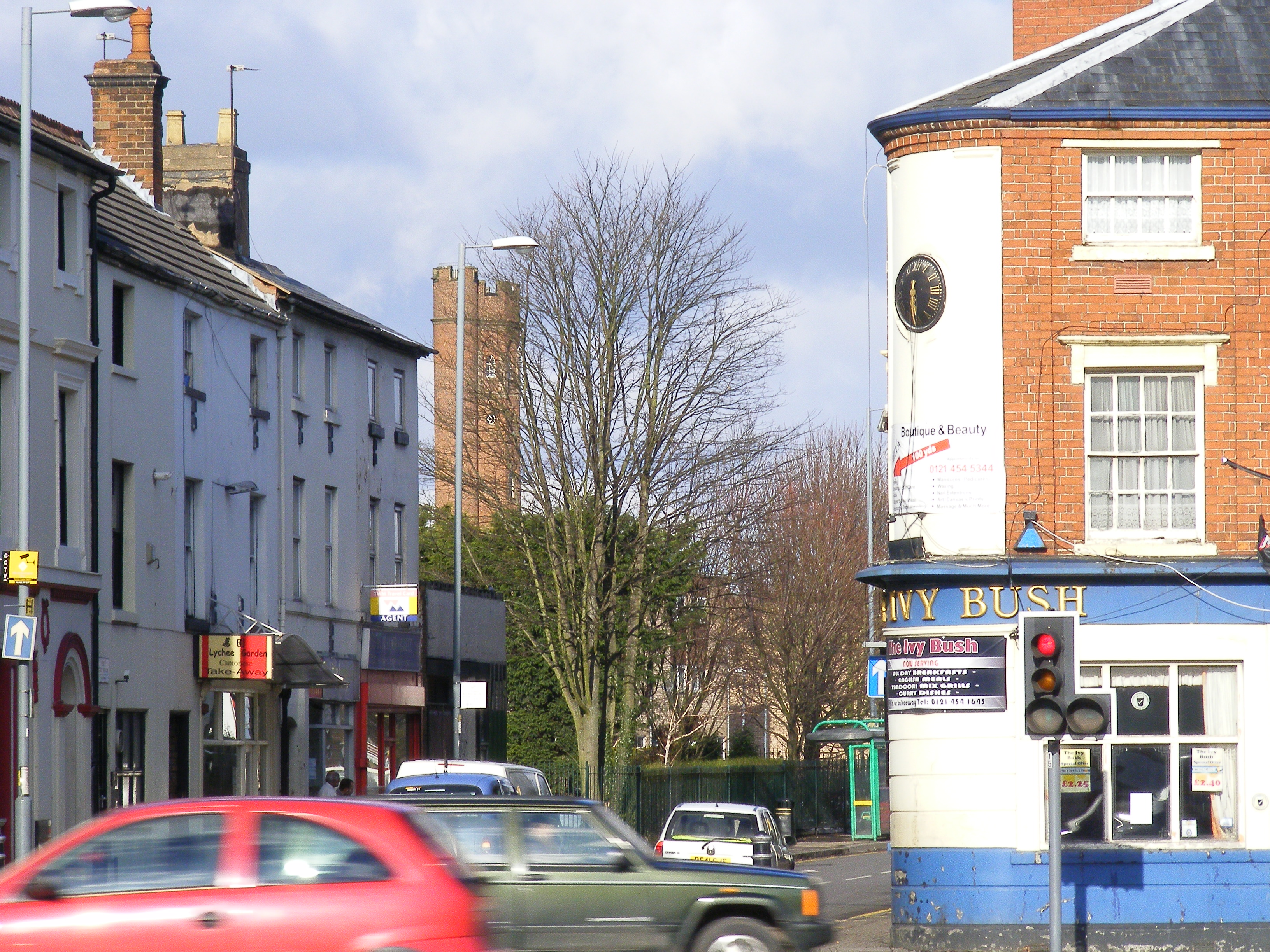
バーミンガムのエッジバーストンの塔の影

孤児となったトールキンを育てたのは、バーミンガムのエッジバーストン地区にある、バーミンガムオラトリオ会のフランシス・シャヴィエル・モーガン司祭であった。トールキンはPerrott's Follyとエッジバーストン水道施設のビクトリア風の塔の影に住むことになる。この頃の住環境は、作品に登場する様々な暗い塔のイメージの源泉となったようである。別に強い影響を与えたのは、エドワード・バーン＝ジョーンズとラファエル前派のロマン主義の絵画だった。バーミンガム美術館には、大きくて世界的に有名なコレクションがあり、それを1908年頃から無料で公開していた。

### 青年時代
16歳のときに3歳年上のエディス・メアリ・ブラットと出会い、恋に落ちた。だがフランシス神父は、会うことも話すことも文通することも21歳になるまで禁じ、この禁止に忠実に従った。
1911年、キング・エドワード校に在学中の3人の友人のロブ・キルター・ギルソン、ジェフリー・バッチ・スミス、クリストファ・ワイズマンと共に、半ば公然の「秘密結社」である「T.C.B.S.」を結成した。これは、学校の近くのバロウズの店や学校図書館で不法にお茶を飲むことを好むことを示す「ティー・クラブとバロヴィアン・ソサエティ」の頭文字を取った名である。学校を去った後もメンバーは連絡を保ち続け、1914年12月にロンドンのワイズマンの家で「協議会」を開いた。トールキンは、この出会いから詩を作りたいと強く思うようになる。
1911年夏、友人たちとスイスに遊びに行ったが、1968年の手紙にその生き生きとした記録が残されている。彼ら12人がインターラーケンからラウターブルンネンまでを縦走し、ミュレンの先の氷堆石まで野営しに冒険したことが、（「石と一緒に松林まで滑ることを含めて」）霧ふり山脈を越えるビルボの旅のもとになっていることを指摘している。57年後まで、ユングフラウとシルバーホルン（「私の夢の銀枝山Silvertine（ケレブディル）」）の万年雪を見て、そこから去るときの後悔を覚えていた。彼等はクライネ・シャイデックを越えグリンデルワルトへ向かい、グレッセ・シャイデックを過ぎてマイリンゲンに、さらにグリムゼル峠を越え、アッパーヴァレーを通りブリーク、そして、アレッチ氷河とツェルマットに着いた。
21回目の誕生日の晩、エディスに愛を告白した手紙を書いて、自分と結婚するように彼女に頼んだが、返信には「自分を忘れてしまったと思ったので、婚約した」とあった。ふたりは鉄道陸橋の下で出会い、愛を新たにする。エディスは指輪を返し、トールキンと結婚する道を選んだ。1913年1月にバーミンガムで婚約後、エディスはトールキンの主張に従いカトリックに改宗した、1916年3月22日にイングランドのウォリックで結婚した。
1915年に優秀な成績で英語の学位を取り（エクセター学寮で学んでいた）オックスフォード大学を卒業後、第一次世界大戦時にイギリス陸軍に入隊し、少尉としてランカシャー・フュージリアーズの第11大隊に所属した。部隊は1916年にフランスに転戦し、トールキンもソンムの戦いのあいだ、同年10月27日に塹壕熱を患うまで通信士官を務め、11月8日にイギリスへと帰国した。自軍兵士たちが激戦で次々と命を落し、T.C.B.S.からもギルソンとスミスは死亡し、トールキンとワイズマンのみが戦争を生き延びた。スタッフォードシャー、グレート・ヘイウッドで療養していた間に、「ゴンドリンの陥落」に始まる、後に『失われた物語の書』と呼ばれる作品群についての着想が芽生え始めたとされる。1917年から1918年にかけて病気が再発したが、各地の基地での本国任務が行なえるほど回復し、やがて中尉に昇進した。 ある日キングストン・アポン・ハルに配属されたとき、夫婦でルースの近くの森に出掛け、そして、エディスは彼のためにヘムロックの花の咲いた開けた野原で踊り始めた。「私たちはヘムロックの白い花の海の中を歩いた」。この出来事から、トールキンはベレンとルーシエンの出会いの話の着想を得、彼がしばしばエディスを彼のルーシエンと呼んだ。

### キャリア

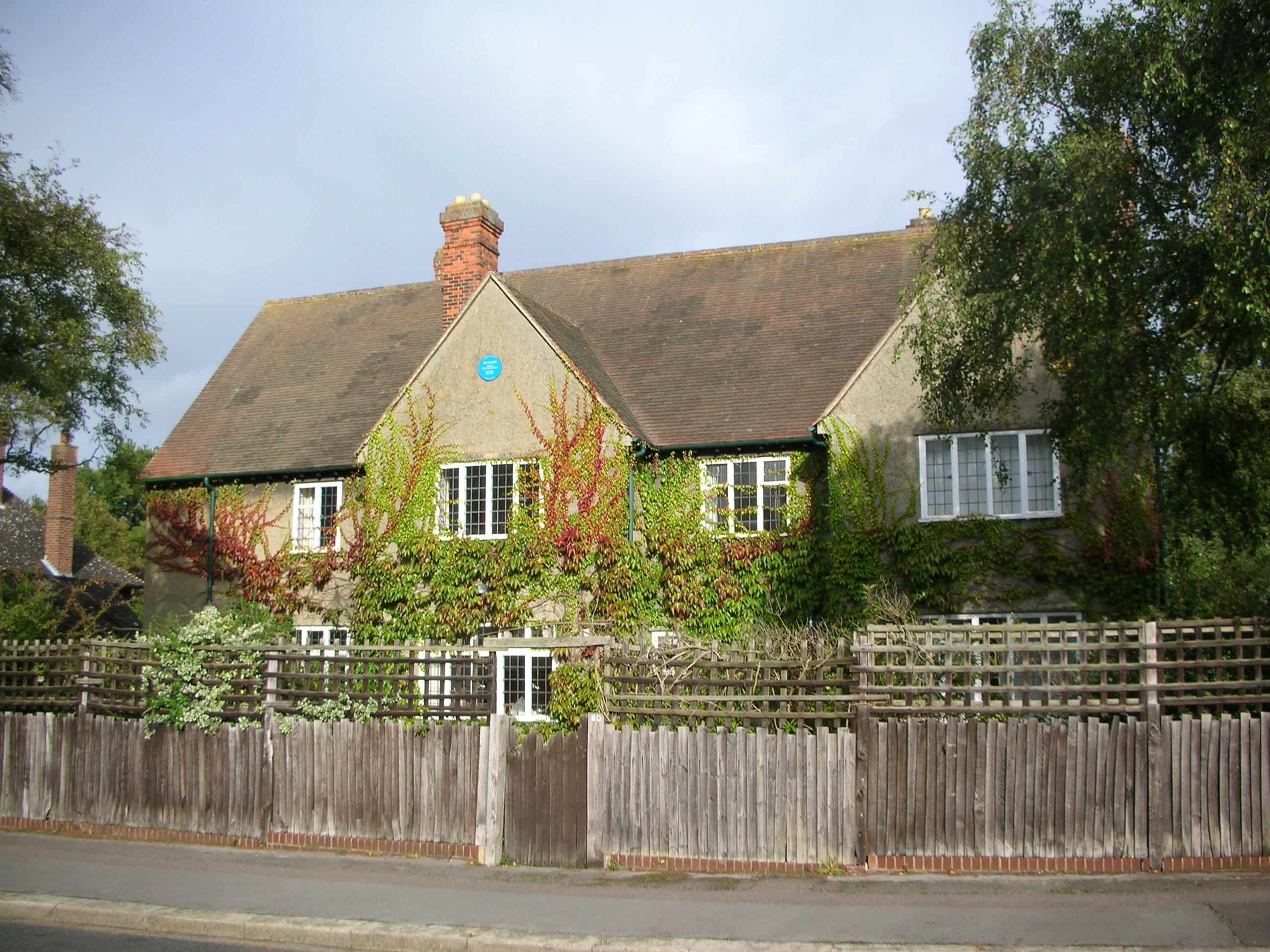
トールキンの家、オックスフォード

第一次大戦後、退役してからの最初の仕事は、オックスフォード英語辞典の編纂作業であった。トールキンはWで始まるゲルマン系の単語の語誌や語源をおもに担当した。1920年、リーズ大学で英語学の講師の地位を得、1924年に教授となったが、1925年秋から、ペンブローク学寮に籍を置くローリンソン・ボズワース記念アングロ・サクソン語教授として、オックスフォードに戻った。
ペンブロークにいる間に『ホビットの冒険』と『指輪物語』の『旅の仲間』と『二つの塔』を書く。また1928年、モーティマー・ウィーラーがグロスターシャー、Lydney Parkのアスクレペイオン（古代ローマの診療所）の発掘を行うのを助けた。学術刊行物の中では特に1936年に講演され、翌年に出版された“Beowulf: the Monsters and the Critics”は『ベーオウルフ』研究において、また広く古英語文学研究において、時代を画するほどの大きな影響を与えた。Lewis E. Nicholsonは、トールキンの『ベーオウルフ』に関する論文は「『ベーオウルフ』批評の大きな転機として広く認識された」と述べ、純粋に歴史学的要素より詩学的な本質に迫る要素を評価したことを認めている。。しかしまた、いわゆる言語学的な要素のみならず、広い意味での文献学的な研究への道を切り拓いたとも言える。事実、彼は書簡の中で『ベーオウルフ』を「『ベーオウルフ』は私の最も評価する源泉の一つである」と高く評価した。 実際に『指輪物語』には、『ベーオウルフ』からの多くの影響が見出される。これを書いた頃は、『ベーオウルフ』の中で描かれる歴史的な部族間の戦争の記録は重視する一方、子供っぽい空想に見られるような怪物との戦いの場面を軽視するのが、研究者たちの一致した見方だった。トールキンは、特定の部族の政治を超越した人間の運命を『ベーオウルフ』の作者は書こうとしたのであって、それ故に怪物の存在は詩に不可欠だったと主張した（逆に、フィンネスブルグの戦いの挿話および古英詩断片のように、『ベーオウルフ』やその他の古英詩中で部族間の特定の戦いを描くところでは、空想的な要素を読みこむことに異論を唱えた）。1940年代前半には、トールキンは『ベーオウルフ』の原型となった民話の試作『セリーチ・スペル』を執筆していたようである。
1945年にはオックスフォードのマートン学寮に籍を置くマートン記念英語英文学教授となり、1959年に引退するまでその職位にいた。1948年に『指輪物語』を完成、最初の構想からおよそ10年間後のことであった。1950年代にはストーク＝オン＝トレントにある息子のジョンの家で、学寮の長い休日の多くを過ごした。イギリスの田園をむしばむと考えた、工業化の副作用を激しく嫌悪していたのである。成人後の人生の大部分のあいだ、自動車を忌み嫌い、自転車に乗るのを好んだ。この態度は『指輪物語』における、ホビット庄の無理矢理な工業化など、作品のいくつかの部分からも見て取ることができる。
妻エディスとの間には4人の子供を儲けた。神父になったジョン・フランシス・ロウエル（1917年11月16日 - 2003年1月22日）、教師になったマイケル・ヒラリー・ロウエル（1920年10月22日 - 1984年2月27日）、父の後を継いだクリストファ・ジョン・ロウエル（1924年11月21日 - 2020年1月16日）、そして長女のプリシラ・アン・ロウエル（1929年6月18日 - 2022年2月28日）である。
W・H・オーデンは『指輪物語』に熱狂し手紙を書いたことをきっかけに、しばしば文通する長年の友人となった。オーデンは、出版当初から作品を称賛した評論家の中で最も高名なひとりだった。トールキンは1971年の手紙で、
と書いた。

### 引退と晩年

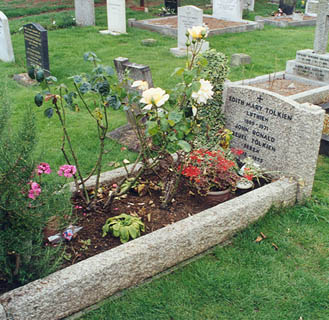
オックスフォードのWolvercote墓地にあるJ・R・R・トールキンと妻のエディス・トールキンの墓

1969年度のノーベル文学賞の候補者103人の一人にリストアップされていたことが、2020年に公開された選考資料により明らかになっている。
オックスフォードのWolvercote墓地には夫妻の墓があり、中つ国の最も有名な恋物語の一つから、「ベレン」そして「ルーシエン」の名が刻まれている。

## 著作
最初の文学的野心は詩人になることだったが、若い頃の第一の創作欲は架空言語の創造だった。それらは後でクウェンヤとシンダール語に発展するエルフ語の初期の形態を含んでいた。 言語がそれを話す民族を指し示し、民族が言語の様式と視点を反映する物語を明らかにすると信じて、（この名前が紛らわしいと考えるようになったのでいくらか後悔することになるが)後にエルフと呼ぶようになった伝説の妖精についての神話と物語を書き始めた（英語で書いたが、かれの創造した言語の多くの名前や用語を含んでいた）。 第一次世界大戦の間、療養中に書きはじめた『失われた物語の書』にはベレンとルーシエンの恋物語が含まれ、これらは後に長い物語詩The Lays of Beleriandとしてまとめられ、自身が完成できなかった『シルマリルの物語』にも発展して含まれることになる。トールキンが繰り返し構想を変えていったことについては、死後に刊行された『中つ国の歴史』に収められた数々の原稿に示されている。
トールキンの作品はいくつかのヨーロッパの神話伝承から多くの影響を受けている。『ベーオウルフ』に代表されるアングロサクソンの古伝承、『エッダ』、『ヴォルスンガ・サガ』をはじめとする北ゲルマン人の神話体系（北欧神話）、アイルランドやウェールズなどのケルトの神話やフィンランドの民族叙事詩『カレワラ』などである。
このまじめな大人向けの作品に加えて、トールキンは自分の子供たちを喜ばせるために話を作ることを楽しみにしていた。毎年毎年、「サンタクロースからのクリスマスレター」をしたため、一続きのお話を添えた。これらの小話はのちに一冊の本にまとめられ、『クリスマスレター付き サンタ・クロースからの手紙』として出版された。
だがトールキンは、自分の空想物語が一般に受け入れられるとは夢想だにしなかった。かつての教え子だった編集者のとりなしで1937年に『ホビットの冒険（The Hobbit）』と題された本を出版すると、子供向けを意図したにもかかわらず大人にも読まれ、アレン・アンド・アンウィン社が続編の執筆を要請するほどの人気を呼んだ。これがトールキンを刺激することになり、1954年から1955年にかけて、最も有名な作品となる叙事詩的小説『指輪物語（The Lord of The Rings）』が上梓された。『指輪物語』はしばしば「三部作」と表現されるが、本来は一編の物語である。現在、三部作として扱われることがあるのは、最初の出版時に編集上の都合で分冊されたのが定着したからである。このサガを書き上げるまでにほぼ10年かかったが、その間インクリングズの仲間たち、中でも『ナルニア国ものがたり』の作者で親友のC・S・ルイスは絶えず支援を続けた。『ホビットの冒険』も『指輪物語』も、『シルマリルの物語』の神話に続く物語であり、トールキンがはっきり述べていたように、ずっと後の物語である（どちらも、現在からは遥か昔のこととして書かれている）。
1960年代、『指輪物語』はアメリカの多くの学生たちの間で好評を博し、ちょっとした社会現象となった。現在でも世界中で高い人気を保っている『指輪物語』は、売上の点からも読者の評価という点からも、20世紀における最も人気の高い小説の一つとなった。英国のBBCとWaterstone's bookstore chainが行った読者の世論調査で『指輪物語』は20世紀の最も偉大な本と認められた。amazon.comの1999年の顧客の投票では、『指輪物語』は千年紀で最も偉大な本となった。2002年には、BBCの行った「最も偉大な英国人」の投票で92位に、2004年に南アフリカで行われた投票では「最も偉大な南アフリカ人」の35位になった。英国人および南アフリカ人のトップ100の両方に現われるのはトールキンだけである。その人気は英語圏だけにとどまらず、2004年には100万人を超えるドイツの人々が、『指輪物語（ドイツ題：Der Herr Der Ringe）』が広範囲の文学のうち最も好きな作品として投票した。
トールキンは当初、『指輪物語』を『ホビットの冒険』のような児童書にしようと考えていたが、書き進めるにつれ次第に難解で重々しい物語となっていった。『ホビットの冒険』と直に繋がる物語であるにもかかわらず、より充分に成熟した読者を対象とするようになり、また後に『シルマリルの物語』やその他の死後出版された書籍に見られるような膨大な中つ国の歴史を構築し、それを背景にして書き上げた。この手法と出来上がった作品群の緻密で壮大な世界観は、『指輪物語』の成功に続いて出来上がったファンタジー文学というジャンルに多大な影響を残した。
文献学のエキスパートであり、研究した言語や神話学は彼の創作にはっきりと影響を残している。『ホビットの冒険』のドワーフの名前は『エッダ』の『巫女の予言』から取られた。また例えば「龍の蓄えからカップを盗む泥棒」などという一節は『ベーオウルフ』から取られている。トールキンはベーオウルフについて誰もが認める権威で、詩についていくつかの重要な作品を出版した。かつては出版されなかったトールキンの『ベーオウルフ』の翻訳は、Michael Droutが編集した。
中つ国の物語は死の直前まで書き続けられていた。その後、息子のクリストファは、ファンタジー作家ガイ・ゲイブリエル・ケイの助力を得て、素材の幾つかを一冊の本にまとめ、1977年に『シルマリルの物語（The Silmarillion）』として出版した。クリストファはその後も中つ国創造の背景資料の刊行を意欲的に続けた（ただしその多くは未邦訳）。『中つ国の歴史』シリーズや『終わらざりし物語』のような死後に発表された作品には、トールキンが数十年もの間、神話を考察し続け、絶えず書き直し、再編集し、そうして物語を拡張し続けていた結果、未完成だったり、放棄されたり、どちらかを選ばなければならない内容や、明らかに矛盾する内容の草稿が含まれている。『シルマリルの物語』に至っては『指輪物語』との一貫性を維持するべく、クリストファは編集にかなりの労力を費やした。しかしクリストファ自身も『シルマリルの物語』には多くの矛盾が残っていると認めている。1951年の第二版で一つの章が抜本的に改訂された『ホビットの冒険』でさえ、『指輪物語』と完全に辻褄があっているわけではない。
アメリカのウィスコンシン州ミルウォーキーにあるマーケット大学の図書館は、トールキンの手書き原稿や覚書き、及び手紙の多くを保存している。また、オックスフォードのボドリアン図書館には、『シルマリルの物語』関係の書類と学術的な資料などが残されている。その他、『指輪物語』と『ホビットの冒険』の手書き原稿および校正刷り、『農夫ジャイルズの冒険』といった多くの「マイナーな」作品の手書き原稿、ファンの作った編集作品といったものまでが、貴重な資料として巷に出回っている。

## 言語
文献学、言語に関する研究は生涯を通じて熱心に取り組んだ学問であり、それが高じて約15の人工言語を発明するにいたった。中でも二つのエルフ語、すなわち「クウェンヤ」と「シンダール語」は特に有名である。彼はこれらの言語が誕生した背景として、中つ国の詳細な宇宙論や歴史を創り上げた。
トールキンは専門であるアングロ・サクソン語（古英語）や古ノルド語に加えて、他のインド・ヨーロッパ語族の諸言語（フランス語、スペイン語、イタリア語などのロマンス諸語とラテン語、ドイツ語やオランダ語などのゲルマン諸語とその古語（古サクソン語など）、ゲール語やウェールズ語といったケルト諸語、バルト諸語やスラヴ諸語など）、さらにはウラル語族のフィンランド語など、非常に多くのヨーロッパの言語に様々な水準で通じていた。彼は個人的な手紙の中で、特にフィンランド語が彼の耳に心地よく響き、これがクウェンヤの着想を与えたと書いている。
彼は作品以上に、言語の面で以後のファンタジー文学に広く永続的な影響を及ぼしている。特に"dwarf"（ドワーフ）の複数形を"dwarfs"ではなく"dwarves"としたり、"Elf"（エルフ）の形容詞形を"elfish"ではなく"elvish"と表記する慣例は彼によって生まれた。

## 派生作品
1951年のミルトン・ウォルドマンへの手紙（Letters #131）の中でトールキンは「多少なりとも繋がっている伝説」を創造した意図に関して次のように書いた。
「循環は威厳のある全体に繋がりながら、絵画および音楽およびドラマという手段で他の人たちの心や手が参加する範囲を残すべきである」
多くの芸術家がトールキンの作品に触発された。トールキンが個人的に知っていたのは、ポーリン・ベインズ（トールキンの好きな『トム・ボンバディルの冒険』と『農夫ジャイルズの冒険』のイラストレーター）と、ドナルド・スワン（『道は続くよどこまでも』に曲を付けた）だった。1970年代初期、デンマークのマルグレーテ2世は『指輪物語』のイラストを描いた。作品を贈られたトールキンは、女王のイラストと彼自身の絵の様式との類似点に驚いたという。
しかし、生前に行われた著作に基づいた別の分野の作品をほとんど評価せず、時にはこっぴどくこきおろした。
1946年の手紙（Letters #107）では、ドイツ版『ホビットの冒険』のためのホルス・エンゲルスによるイラストの提案に対して、あまりにもディズニー的であると拒否した。
「たれた鼻のビルボ、わたしの意図したオーディンのような放浪者でなく下品な道化になってしまったガンダルフ」
また、アメリカのファンダムの出現にも懐疑的で、1954年にアメリカ版の『指輪物語』のブックカバーの提案に次のように回答している（Letters #144）。
「『宣伝文』の案を送ってくれてありがとう。アメリカ人は概して批判または修正に全く従順ではない。しかし彼らはたいして努力していないので、私が改善するためにかなり努力をせざるを得ないと感じる」
そして1958年、Morton Grady Zimmermanが提案した映画化構想に対し、いらいらした様子でこう書いている（Letters #207）。
「著者の焦燥（しばしば憤慨していること）を理解するのに充分想像力を働かせるようお願いしたい。彼は自分の作品が一般に不注意に、場合によっては無謀に扱われ、どこを探しても敬意の払われている印がないのに気付いている」
この手紙には脚本の場面ごとの批判などがとうとうと続く（「またしても、けたたましい音や、ほとんど無意味な切りあいの場面である」）。しかし、トールキンは映画化という考えについて全く反対していた訳ではない。1968年、彼は『ホビットの冒険』と『指輪物語』の映画化、上演権および商品権をユナイテッド・アーティスツに売った。その際製作への影響を懸念して、将来にわたりディズニーが関与することを一切禁止した（Letters #13, 1937年）。
「アメリカ人が心地よく見るために可能な限り（中略）、（わたしがその作品について心からの嫌悪している）ディズニー・スタジオ自身のものか、それに影響を受けたもの全てを拒否することを（中略）忠告しておいたほうがいいだろう」
ジョン・ブアマンが70年代に実写による映画化を計画したものの、結局ユナイテッド・アーティスツは1976年に製作の権利をソウル・ゼインツの会社の傘下にあったトールキン・エンタープライズに売却。ユナイテッド・アーティスツが配給にまわって最初に実現した映画化は『指輪物語』のアニメーション作品だった。ラルフ・バクシ監督によるロトスコーピング手法で製作され、1978年に公開された。
その後『指輪物語』の配給権はミラマックス社を経てニュー・ライン・シネマ社に移り、2001年から2003年にかけてピーター・ジャクソンの監督によってロード・オブ・ザ・リング三部作として初めて実写映画化された。

## 書誌

### 創作
- 1936年 Songs for the Philologists, E.V. Gordon他と共著
- 1937年 『ホビットの冒険』The Hobbit or There and Back again
- 1945年 『ニグルの木の葉』Leaf by Niggle（Dublin Review誌に掲載）
- 1945年 『領主と奥方の物語』The Lay of Aotrou and Itroun, Welsh Review誌に掲載
  - 辺見葉子訳、「ユリイカ」1992年7月号所収、青土社
- 1949年 『農夫ジャイルズの冒険』Farmer Giles of Ham
  - 『農夫ジャイルズの冒険 トールキン小品集』2002年 ISBN 4-566-02110-6 所収
- 1953年 『ビュルフトエルムの息子ビュルフトノスの帰還』The Homecoming of Beorhtnoth, Beorhthelm's Son論考Ofermodとともに出版された
- 『指輪物語』The Lord of the Rings
  - 1954年 第一部『旅の仲間』The Fellowship of the Ring
  - 1954年 第二部『二つの塔』The Two Towers
  - 1955年 第三部『王の帰還』The Return of the King
- 1962年 『トム・ボンバディルの冒険』The Adventure of Tom Bombadil
  - 『農夫ジャイルズの冒険 トールキン小品集』2002年 ISBN 4-566-02110-6 所収
- 1964年 『木と葉』Tree and Leaf
  - 『妖精物語について』On Fairy-stories
    - 『妖精物語について ファンタジーの世界』 猪熊葉子訳 評論社 2003年 ISBN 4-566-02111-4 所収
    - 『妖精物語の国へ』 杉山洋子訳 ちくま文庫 2003年 ISBN 4-480-03830-2 所収

  - 『ニグルの木の葉』
- 1966年 The Tolkien Reader（『ビュルフトエルムの息子ビュルフトノスの帰還』、『妖精物語について』、『ニグルの木の葉』、『農夫ジャイルズの冒険』、『トム・ボンバディルの冒険』を収録）
- 1966年 Tolkien on Tolkien（自伝的）
- 1967年 『星をのんだかじや』Smith of Wootton Major
  - 『農夫ジャイルズの冒険 トールキン小品集』 評論社 2002年 ISBN 4-566-02110-6 所収
- 1967年 The Road Goes Ever On（ドナルド・スワンと共著）

### 学術的な著作
- 1922年 A Middle English Vocabulary
- 1925年 Sir Gawain and the Green Knight　E. V. Gordonと共著、『ガウェイン卿と緑の騎士』の中英語から現代英語への翻訳
  - 『サー・ガウェインと緑の騎士: トールキンのアーサー王物語』山本史郎訳 原書房 新版2019年 ISBN 4-562-05673-8
- 1925年 Some Contributions to Middle-English Lexicography
- 1925年 The Devil's Coach Horses
- 1929年 Ancrene Wisse and Hali Meiohad
- 1932年 The Name 'Nodens' （Report on the Excavation of the Prehistoric, Roman, and Post-Roman Site in Lydney Park, Gloucestershire所収）
- 1932年/1935年 Sigelwara Land parts I and II
- 1934年 The Reeve's Tale（ジェフリー・チョーサーの『カンタベリー物語』の批評にHengwrt manuscriptを導入して、方言のユーモアを再発見した）
- 1937年 Beowulf: The Monster and the Critics
- 1944年 Sir Orfeo
- 1947年 『妖精物語について』On Fairy-stories（Essays Presented to Charles Williamsに掲載）
- 1953年 Ofermod, The Homecoming of Beorhtnoth, Beorhthelm's Sonとともに出版。
- 1962年 Ancrene Wisse: the Ancrene Riwleの英語テキスト。
- 1963年 English and Welsh
- 1966年 『エルサレム聖書』Jerusalem Bible（翻訳と索引を担当）

### 没後に出版された作品
- 1974年 『ビルボの別れの歌』Bilbo’s Last Song
  - 『ビルボの別れの歌』脇明子訳 ポーリン・ベインズ絵 岩波書店 1991年 ISBN 4-00-110613-2
- 1975年 Guide to the Names in The Lord of the Rings（編集版） - Jared Lobdell編 A Tolkien Compass 1st edition 所収。トールキンが書いた『指輪物語』の翻訳指示。
- 1975年 Pearl (poem) と Sir Orfeoの翻訳
  - 『サー・ガウェインと緑の騎士: トールキンのアーサー王物語』山本史郎訳 原書房 新版2019年 ISBN 4-562-05673-8 所収
- 1976年 『サンタ・クロースからの手紙』The Father Christmas Letters
  - 『サンタ・クロースからの手紙』 ベイリー・トールキン編 瀬田貞二訳、トールキン絵 評論社 1976年 ISBN 4-566-00228-4
- 1977年『シルマリルの物語』The Silmarillion
- 1979年 Pictures by J. R. R. Tolkien
- 1980年『終わらざりし物語』Unfinished Tales
- 1980年 Poems and Stories（『トム・ボンバディルの冒険』、『ビュルフトエルムの息子ビュルフトノスの帰還』、『妖精物語について』、『ニグルの木の葉』、『農夫ジャイルズの冒険』、『星をのんだかじや』をまとめたもの）
- 1981年 The Letters of J. R. R. Tolkien Selected and edited by Humphrey Carpenter with assistance of Christopher Tolkien
- 1981年 The Old English Exodus Text
- 1982年 Finn and Hengest: The Fragment and the Episode
- 1982年 『ブリスさん』Mr. Bliss
  - 『ブリスさん』田中明子訳、トールキン絵 評論社 1993年 ISBN 4-566-01321-9
- 1983年 The Monster and the Critics and Other Essays（論考集）
- 1983年 - 2002年 The History of Middle-earth（英語版） シリーズ
  - I. 1983年 The Book of Lost Tales 1
  - II. 1984年 The Book of Lost Tales 2
  - III. 1985年 The Lays of Beleriand
  - IV. 1986年 The Shaping of Middle-earth
  - V. 1987年 The Lost Road and Other Writings
  - VI. 1988年 The Return of the Shadow (The History of The Lord of the Rings v.1)（『指輪物語の歴史』）
  - VII. 1989年 The Treason of Isengard (The History of The Lord of the Rings v.2)
  - VIII. 1990年 The War of the Ring (The History of The Lord of the Rings v.3)
  - IX. 1992年 Sauron Defeated (The History of The Lord of the Rings v.4)
  - X. 1993年 Morgoth's Ring (The Later Silmarillion v.1)
  - XI. 1994年 The War of the Jewels (The Later Silmarillion v.2)
  - XII. 1996年 The Peoples of Middle-earth
  - 2002年 The History of Middle-earth Index
- 1988年 『木と葉』Tree and Leaf
  - 『妖精物語について』On Fairy-stories
  - 『ニグルの木の葉』Leaf by Niggle
  - 『神話の創造』Mythopoeia
  - 上記すべて『妖精物語について ファンタジーの世界』 猪熊葉子訳 評論社 2003年 ISBN 4-566-02111-4 所収
- 1994年 Poems from 'The Lord of the Rings' 
  - 『「中つ国」のうた』 瀬田貞二・田中明子訳 アラン・リー挿画 評論社 2004年 ISBN 4-566-02381-8
- 1995年 J. R. R. Tolkien: Artist and Illustrator (a compilation of Tolkien's art)
- 1995年 Poems from 'The Hobbit'
- 1995年 『クリスマスレター付き サンタ・クロースからの手紙』Letters from Father Christmas
  - 『クリスマスレター付き サンタ・クロースからの手紙』 瀬田貞二・田中明子訳、トールキン絵 1995年 評論社 ISBN 4-566-00458-9
- 1997年 Tales from the Perilous Realm
  - 「農夫ジャイルズの冒険」Farmer Giles of Ham
  - 「トム・ボンバディルの冒険」The Adventure of Tom Bombadil
  - 「ニグルの木の葉」Leaf by Niggle
  - 「星をのんだかじや」Smith of Wootton Major
  - 上記すべて、『農夫ジャイルズの冒険 トールキン小品集』2002年 ISBN 4-566-02110-6 所収
- 1998年 『仔犬のローヴァーの冒険』Roverandom
  - 『仔犬のローヴァーの冒険』 クリスティーナ・スカル、ウェイン・G・ハモンド編 山本史郎訳、トールキン絵 原書房 1999年 ISBN 4-562-03205-7
- 2002年 『トールキンのベーオウルフ物語　注釈版』Beowulf and the Critics(Medieval and Renaissance Texts and Studies, Volume 248) Michael D.C. Drout 編
  - 『トールキンのベーオウルフ物語　注釈版』 クリストファ・トールキン編、岡本千晶訳 原書房 2017年 ISBN 4-562-05387-9
- 2005年 Guide to the Names in The Lord of the Rings（完全版） -  Wayne Hammond and Christina Scull 編 The Lord of the Rings: A Reader's Companion所収。トールキンの説明による『指輪物語』の翻訳指示。
- 2007年 The Children of Húrin
- 2007年 The History of The Hobbit
- 2009年 『トールキンのシグルズとグズルーンの伝説　注釈版』The Legend of Sigurd and Gudrún
  - 『トールキンのシグルズとグズルーンの伝説　注釈版』 クリストファ・トールキン編、小林朋則訳 原書房 2018年 ISBN 4-562-05588-X
- 2013年 『トールキンのアーサー王最後の物語　注釈版』The Fall of Arthur
  - 『トールキンのアーサー王最後の物語　注釈版』 クリストファ・トールキン編、小林朋則訳 原書房 2019年 ISBN 4-562-05632-0
- 2015年 『トールキンのクレルヴォ物語　注釈版』The Story of Kullervo
  - 『トールキンのクレルヴォ物語　注釈版』 ヴァーリン・フリーガー編、塩崎麻彩子訳 原書房 2017年 ISBN 4-562-05388-7
- 2017年 『ベレンとルーシエン』Beren and Lúthien
  - 『ベレンとルーシエン』 クリストファ・トールキン編、沼田香穂里訳 評論社 2020年 ISBN 4-566-02387-7
- 2018年 The Fall of Gondolin

### 入手可能な日本語訳
- 『ホビットの冒険』瀬田貞二訳 岩波書店、1965年
- 『ホビット　ゆきてかえりし物語』ダグラス・A・アンダーソン注、山本史郎訳 原書房 1997年 ISBN 4-562-03023-2
  - 『ホビット　ゆきてかえりし物語　注釈版』原書房（単行判）、文庫判（上下） 新版 各2012年 ISBN 4-562-04866-2 ISBN 4-562-07000-5 ISBN 4-562-07001-3
- 『指輪物語』瀬田貞二・田中明子訳 評論社、新版1992年、同・文庫 全6巻、新訂版2022年、第7巻（総解説） 2023年
- 『サンタ・クロースからの手紙』 ベイリー・トールキン編 瀬田貞二訳 J・R・R・トールキン絵 評論社 1976年 ISBN 4-566-00228-4
- 『シルマリルの物語』田中明子訳 評論社、新版2003年 ISBN 4-566-02377-X
- 『終わらざりし物語』（上・下）クリストファ・トールキン編 山下なるや訳 河出書房新社 2003年／河出文庫 2022年
- 『農夫ジャイルズの冒険 トールキン小品集』 評論社 2002年 ISBN 4-566-02110-6
  - 「農夫ジャイルズの冒険」吉田新一訳 ポーリン・ダイアナ・ベインズ挿絵
  - 「星をのんだかじや」猪熊葉子訳 ポーリン・ダイアナ・ベインズ挿絵
  - 「ニグルの木の葉」猪熊葉子訳
  - 「トム・ボンバディルの冒険」早乙女忠訳 ポーリン・ダイアナ・ベインズ挿絵
- 『農夫ジャイルズの冒険』吉田新一訳 ポーリン・ベインズ画 評論社 てのり文庫 1991年 ISBN 4-566-02273-0
- 『星をのんだかじや』猪熊葉子訳 ポーリン・ベインズ画 評論社 てのり文庫 1991年 ISBN 4-566-02270-6
- 『ビルボの別れの歌』脇明子訳 ポーリン・ベインズ絵 岩波書店 1991年 ISBN 4-00-110613-2
- 『ブリスさん』田中明子訳 J・R・R・トールキン絵 評論社 1993年 ISBN 4-566-01321-9
- 『クリスマスレター付き サンタ・クロースからの手紙』 瀬田貞二・田中明子訳 J・R・R・トールキン絵 評論社 1995年 ISBN 4-566-00458-9
- 『仔犬のローヴァーの冒険』 クリスティーナ・スカル、ウェイン・G・ハモンド編 山本史郎訳 J・R・R・トールキン絵 原書房 1999年 ISBN 4-562-03205-7
- 『妖精物語について ファンタジーの世界』 猪熊葉子訳 評論社 新版2003年 ISBN 4-566-02111-4
  - 「妖精物語とは何か」
  - 「ニグルの木の葉」
  - 「神話の創造」
- 『妖精物語の国へ』 杉山洋子訳 ちくま文庫 2003年 ISBN 4-480-03830-2
  - 「妖精物語について」
  - 「神話を創る」
  - 「ビュルフトエルムの息子ビュルフトノスの帰還」
- 『ファーザー・クリスマス―サンタ・クロースからの手紙』ベイリー・トールキン編 瀬田貞二・田中明子訳 評論社 2006年 ISBN 4-566-02383-4
- 『トールキンのクレルヴォ物語　注釈版』 ヴァーリン・フリーガー編、塩崎麻彩子訳 原書房 2017年 ISBN 4-562-05388-7
- 『トールキンのベーオウルフ物語　注釈版』 クリストファ・トールキン編、岡本千晶訳 原書房 2017年 ISBN 4-562-05387-9
- 『トールキンのシグルズとグズルーンの伝説　注釈版』 クリストファ・トールキン編、小林朋則訳 原書房 2018年 ISBN 4-562-05588-X
- 『トールキンのアーサー王最後の物語　注釈版』 クリストファ・トールキン編、小林朋則訳 原書房 2019年 ISBN 4-562-05632-0
- 『サー・ガウェインと緑の騎士: トールキンのアーサー王物語』山本史郎訳 原書房 新版2019年 ISBN 4-562-05673-8
- 『ベレンとルーシエン』 クリストファ・トールキン編、沼田香穂里訳 評論社 2020年 ISBN 4-566-02387-7
- 『J・R・R・トールキン　自筆画とともにたどるその生涯と作品』キャサリン・マキルウェイン、山本史郎訳 原書房 2023年

## 伝記文献
- 本多英明『トールキンとC・S・ルイス』笠間書院、新装版2006年
- マイケル・コーレン『トールキン 『指輪物語』を創った男』井辻朱美訳、原書房、2001年
- コリン・ドゥーリエ『トールキンとC・S・ルイス　友情物語―ファンタジー誕生の軌跡』成瀬俊一訳、柊風舎、2011年
- 『ユリイカ 詩と批評　総特集：J・R・R・トールキン 没後50年－異世界ファンタジーの帰還』2023年11月臨時増刊号、青土社

### 伝記映画
- トールキン 旅のはじまり（2019年、米国、主演：ニコラス・ホルト）、少年期・青年期を描く。